# Friedrich Güll
Friedrich Wilhelm Güll (Ansbach, 1812. április 1. – München, 1879. december 24.) német gyermekdalköltő.

## Élete
Az altdorfi tanítóképezdében végezte tanulmányait, több helyen volt tanító, míg 1844-ben maga alapított Münchenben egy leányintézetet. Kedélyes gyermekdalai, melyekhez rendesen W. Taubert írta a zenét, széles körben elterjedtek.

## Művei
- Kinderheimat in Liedern und Bildern (1-ső rész: Stuttgart, 1836, 6. kiad. 1891; 2-ik rész: Stuttgart, 1859, 6. kiad. 1891; 3-ik rész: Gütersloh, 1890, népies kiadás; mind a 3 rész együtt uo., 1875)
- Weihnachtsbilder (Berlin, 1840)
- Neue Bilder für Kinder von Tony Muttenthaler, mit Liedern von G. (München, 1848)
- Perlen aus dem Schatze deutscher Lyrik (uo. 1851)
- Leuchtstern auf der Lebensfahrt. Ein Spruchbrevier für jeden Tag des jahres (Lipcse, 1881)
- Rätselstübchen (Glogau, 1882)

Ezenkivül Lobmeyer Deutsche Jugend című folyóiratának munkatársa volt.